# موزه هنر پورتوریکو
موزه هنر پورتوریکو (به اسپانیایی: Museo de Arte de Puerto Rico) به اختصار MAPR ) یک موزه هنری در سانتورس سان خوآن پورتوریکو، با ۱۸ سالن نمایشگاه است. این موزه در یک ساختمان تاریخی واقع شده‌است که قبلاً توسط بیمارستان وابسته به شهرداری سان خوآن اشغال شده بود.

## تاریخچه
ساختمان موزه توسط معمار ویلیام اچ. شیملفنینگ طراحی و در سال ۱۹۲۰ ساخته شده‌است. این بنا باقی مانده مجموعه ویران شده بیمارستان سابق وابسته به شهرداری سان خوآن است. این ساختمان تا سال ۱۹۶۶ به عنوان بیمارستان خدمت می‌کرد ولی بیشتر بدنه آن به مرکز پزشکی ریو پیدرا مدیکال سنتر که به تازگی افتتاح شده بود، منتقل شد. پس از آن تا سال ۱۹۷۵ به عنوان فضای اداری برای اداره حمل و نقل و کارهای عمومی پورتوریکو استفاده می‌شد.
ایده ساخت موزه هنر پورتوریکو به سال ۱۹۹۵ برمی گردد، زمانی که شرکت گردشگری پورتوریکو (به اسپانیایی: Compañía de Turismo de Puerto Rico) با بودجه بانک توسعه دولتی برای پورتوریکو مشغول به کار بود. به جای تخریب ساختمان، در ساختار قدیمی، موزه جدید گنجانده شد.

## نگارخانه

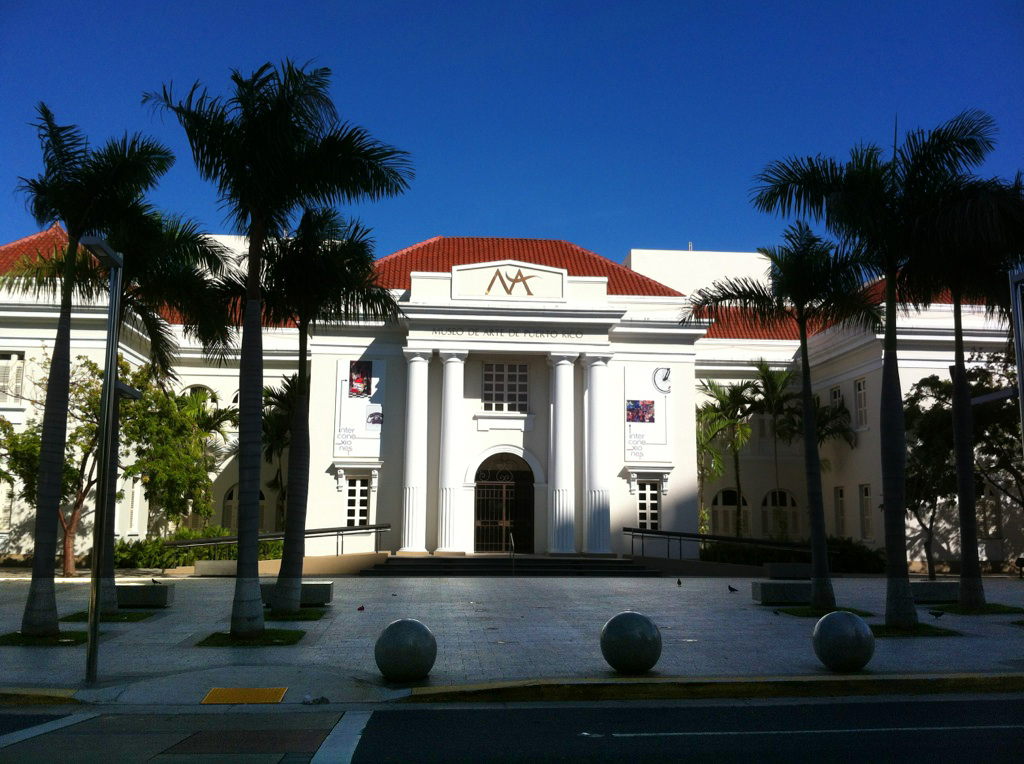
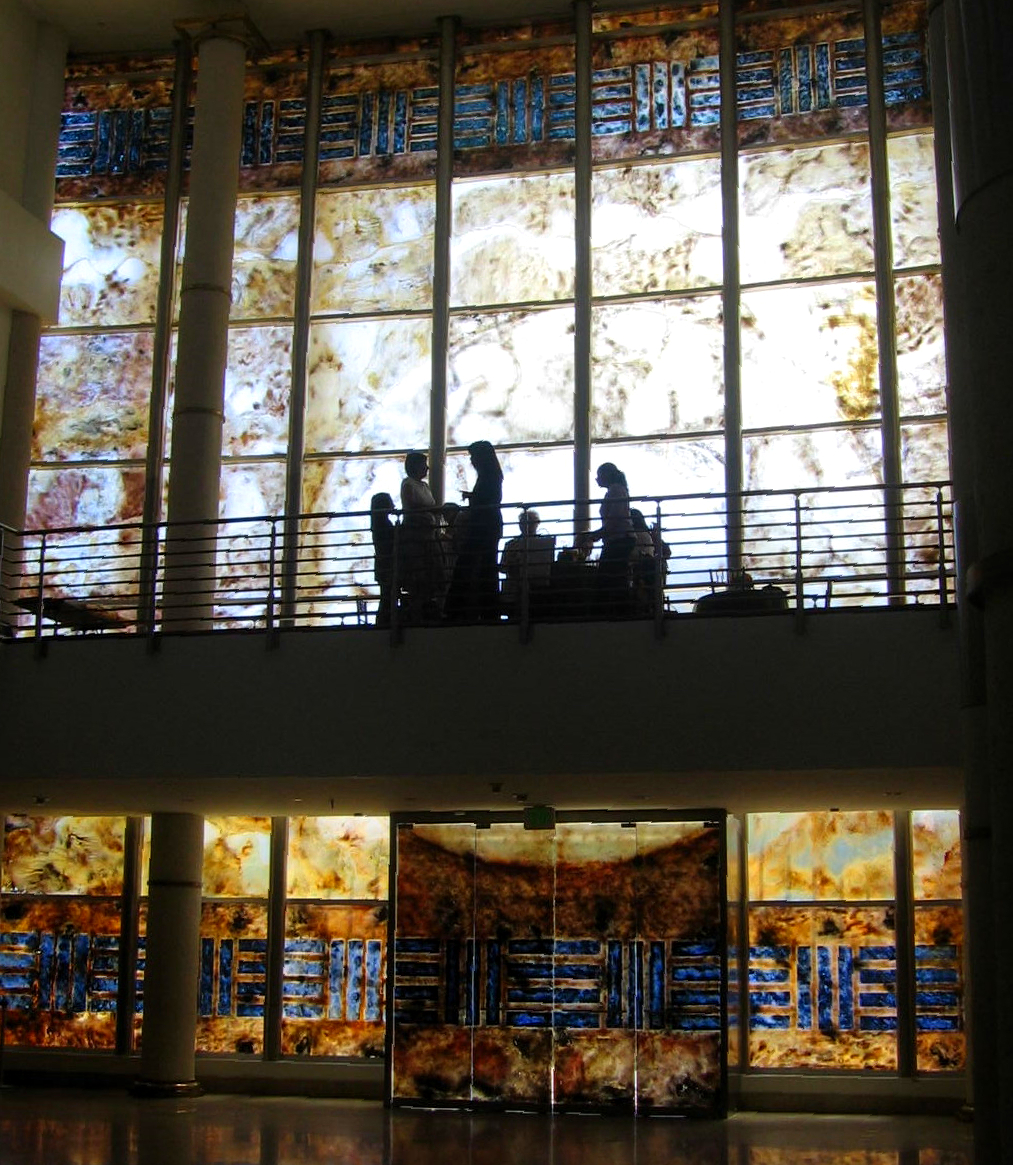